# Pescara del Tronto
Pescara del Tronto is een plaats (frazione) in de Italiaanse gemeente Arquata del Tronto, provincie Ascoli Piceno.
Op de vroege ochtend van 24 augustus 2016 werd onder meer deze plaats getroffen door een aardbeving met een kracht van 6,2 op de schaal van Richter, die gevolgd werd door vele naschokken. Pescara del Tronto werd door deze schok vrijwel helemaal met de grond gelijk gemaakt.